# Ion Gheorghe Maurer
Ion Gheorghe Maurer (23. september 1902 – 8. februar 2000) var en politisk figur i folkerepublikken Rumænien.
Uddannet som advokat forsvarede han forskelige ventreorienteret sagsøgte i 1930'erne. På dette tidspunkt blev han også medlem af det kommunistiske parti. Som tilhænger af Gheorghe Gheorghiu-Dej – den dominerende figur i Rumænien lige efter 2. verdenskrig – blev han tildelt flere vigtige embeder, fx statsoverhoved i 1958-61 og premierminister i 1961-74.
Efter Gheorghiu-Dejs død i 1965 hjalp Maurer Nicolae Ceauşescu til magten. Senere skubbede Ceauşescu ham til side.